# The Platinum Collection (David Bowie)
The Platinum Collection is een compilatiealbum van de Britse muzikant David Bowie, uitgebracht in 2005. Het album beslaat de periode tussen 1969 en 1987 en staat op drie CD's. De eerste CD is hetzelfde als het album The Best of David Bowie 1969/1974, terwijl de tweede CD dezelfde nummers bevat als The Best of David Bowie 1974/1979. De derde CD was een originele disc, maar werd twee jaar later apart uitgebracht onder de naam The Best of David Bowie 1980/1987.

## Tracklist
- Alle nummers geschreven door Bowie, tenzij anders genoteerd.
- Van de nummers "Golden Years", "Young Americans", "TVC 15", ""Heroes"", "Let's Dance", "Ashes to Ashes", "Fashion", "Modern Love", "China Girl", "Scary Monsters (and Super Creeps)", "Cat People (Putting Out Fire)", "Absolute Beginners", "Day-In Day-Out" en "Underground" werden de singleversies gebruikt in plaats van de albumversies.

CD1 (1969-1974)
1. "The Jean Genie" (van Aladdin Sane, 1973) – 4:08
2. "Space Oddity" (van David Bowie, 1969) – 5:15
3. "Starman" (van The Rise and Fall of Ziggy Stardust and the Spiders from Mars, 1972) – 4:18
4. "Ziggy Stardust" (van Ziggy Stardust) – 3:16
5. "John, I'm Only Dancing (Sax version)" (non-album single, 1972) – 2:42
6. "Rebel Rebel" (van Diamond Dogs, 1974) – 4:30
7. "Let's Spend the Night Together" (van Aladdin Sane) (Mick Jagger/Keith Richards) – 3:07
8. "Suffragette City" (van Ziggy Stardust) – 3:27
9. "Oh! You Pretty Things" (van Hunky Dory, 1971) – 3:14
10. "Velvet Goldmine" (B-kant van heruitgave "Space Oddity", 1975) – 3:11
11. "Drive-In Saturday" (van Aladdin Sane) – 4:29
12. "Diamond Dogs" (van Diamond Dogs) – 6:05
13. "Changes" (van Hunky Dory) – 3:34
14. "Sorrow" (van Pin Ups, 1973) (Bob Feldman/Jerry Goldstein/Richard Gottehrer) – 2:55
15. "The Prettiest Star (Marc Bolan stereo version)" (non-album single, 1970) – 3:14
16. "Life on Mars?" (van Hunky Dory) – 3:52
17. "Aladdin Sane (1913-1938-197?)" (van Aladdin Sane) – 5:10
18. "The Man Who Sold the World" (van The Man Who Sold the World, 1970) – 3:56
19. "Rock 'n' Roll Suicide" (van Ziggy Stardust) – 3:00
20. "All the Young Dudes" (oorspronkelijk een hit voor Mott the Hoople, opgenomen voor Aladdin Sane) – 4:11

CD2 (1974-1979)
1. "Sound and Vision" (van Low, 1977) – 3:02
2. "Golden Years" (van Station to Station, 1976) – 3:28
3. "Fame" (van Young Americans, 1975) (Bowie/John Lennon/Carlos Alomar) – 4:13
4. "Young Americans" (van Young Americans) – 3:12
5. "John, I'm Only Dancing (Again)" (non-album single, 1979) – 6:59
6. "Can You Hear Me?" (van Young Americans) – 5:05
7. "Wild Is the Wind" (van Station to Station) (Dmitri Tjomkin/Ned Washington) – 5:59
8. "Knock on Wood" (van David Live, 1974) (Steve Cropper/Eddie Floyd) – 2:58
9. "TVC 15" (van Station to Station) – 3:52
10. "1984" (van Diamond Dogs) – 3:25
11. "It's Hard to Be a Saint in the City" (van Sound + Vision, 1989, opgenomen in 1975 voor Station to Station) (Bruce Springsteen) – 3:46
12. "Look Back in Anger" (van Lodger, 1979) (Bowie/Brian Eno) – 3:06
13. "The Secret Life of Arabia" (van "Heroes", 1977) (Bowie/Eno/Alomar) – 3:45
14. "DJ" (van Lodger) (Bowie/Eno/Alomar) – 4:02
15. "Beauty and the Beast" (van "Heroes") – 3:34
16. "Breaking Glass" (van Low) (Bowie/Dennis Davis/George Murray) – 1:51
17. "Boys Keep Swinging" (van Lodger) (Bowie/Eno) – 3:18
18. ""Heroes"" (van "Heroes") (Bowie/Eno) – 3:33

CD3 (1980-1987)
1. "Let's Dance" (van Let's Dance, 1983) – 4:07
2. "Ashes to Ashes" (van Scary Monsters (and Super Creeps), 1980) – 3:36
3. "Under Pressure" (met Queen) (van Queen-album Hot Space, 1981) (Bowie/Freddie Mercury/Brian May/Roger Taylor/John Deacon) – 4:05
4. "Fashion" (van Scary Monsters (and Super Creeps)) – 3:26
5. "Modern Love" (van Let's Dance) – 3:58
6. "China Girl" (van Let's Dance) (Bowie/Iggy Pop) – 4:17
7. "Scary Monsters (and Super Creeps)" (van Scary Monsters (and Super Creeps)) – 3:32
8. "Up the Hill Backwards" (van Scary Monsters (and Super Creeps)) – 3:15
9. "Alabama Song" (non-album single, 1980) (Bertolt Brecht/Kurt Weill) – 3:52
10. "The Drowned Girl" (van Baal, 1982) (Brecht/Weill) – 2:26
11. "Cat People (Putting Out Fire)" (non-album single, 1982, later opnieuw opgenomen voor Let's Dance) (Bowie/Giorgio Moroder) – 4:12
12. "This Is Not America" (met Pat Metheny Group) (van PMG-album The Falcon and the Snowman, 1985) (Bowie/Pat Metheny/Lyle Mays) – 3:51
13. "Loving the Alien" (van Tonight, 1984) – 7:08
14. "Absolute Beginners" (van Absolute Beginners soundtrack, 1986) – 5:37
15. "When the Wind Blows" (van When the Wind Blows soundtrack, 1986) (Bowie/Erdal Kizilcay) – 3:34
16. "Blue Jean" (van Tonight) – 3:11
17. "Day-In Day-Out" (van Never Let Me Down, 1987) – 4:11
18. "Time Will Crawl" (van Never Let Me Down) – 4:18
19. "Underground" (van Labyrinth soundtrack, 1986) – 4:26